# Leconi
Leconi är en ort i Gabon. Den ligger i provinsen Haut-Ogooué, i den östra delen av landet, 600 km öster om huvudstaden Libreville. Antalet invånare är 7 330.